# سنتر کانتوی (نیوهمپشایر)
سنتر کانتوی (به انگلیسی: Center Conway) یک منطقهٔ مسکونی در ایالات متحده آمریکا است که در شهرستان کارول، نیوهمپشایر واقع شده‌است. سنتر کانتوی ۱۳۹٫۹ متر بالاتر از سطح دریا واقع شده‌است.